# Micromomyidae
De Micromomyidae zijn een familie van uitgestorven zoogdieren behorend tot de Plesiadapiformes, verwanten van de primaten. Ze leefden in het Paleoceen en Eoceen in Noord-Amerika.
De Micromomyidae hadden een lange snuit en hun ogen waren zijwaarts gericht. Het waren boombewonende dieren met de lichaamsbouw van een vederstaartoepaja. Het waren kleine dieren. Op basis van de kiezen en het dijbeen en de opperarmbeen wordt het lichaamsgewicht van Tinimomys en Dryomys geschat op 10 tot 35 gram. Foxomomys was waarschijnlijk nog kleiner. Gezien hun kleine formaat waren het waarschijnlijk insectivoren. De morfologie van de kiezen en voorkiezen van Tinimomys wijst er op dat ook gom werd gegeten. Ze hadden een mobiel heupgewricht en achterpoten passend bij een boombewonende, niet springende leefwijze met grijpvoetjes.